# 615 Росвіта
615 Росвіта (615 Roswitha) — астероїд головного поясу, відкритий 11 жовтня 1906 року Августом Копфом у Гейдельберзі.